# Sluishuis (Nijkerk)
Het Sluishuis van het "Ampt van Neijkerk" bij de Arkersluis in de Nederlandse provincie Gelderland is een voormalige sluiswachterswoning.

## Beschrijving
De voormalige sluiswachterswoning bij de Arkersluis in de Arkervaart werd in de 18e eeuw gebouwd als sluishuis van het scholtambt Nijkerk. Het gebouw - een dwarshuis met een schilddak - telt één verdieping. De entree aan de oostzijde is omlijst, de beide pilasters zijn aan de bovenzijde voorzien van eenvoudige ornamenten. Boven de entree is het wapen van het voormalig scholtambt Nijkerk aangebracht. De gevels worden geleed door twaalfruitsvensters, vier in de voorgevel en drie in elke zijgevel. Ook in de achtergevel aan de westzijde is nog één zo'n venster te vinden. In deze achtergevel bevinden zich twee deuren en nog enkele kleinere vensters. Op het schilddak staan twee hoekschoorstenen met twee windvanen erbovenop. Aan de voorzijde is het dak voorzien van twee dakkapellen met frontons.
Het gebouw is erkend als rijksmonument.

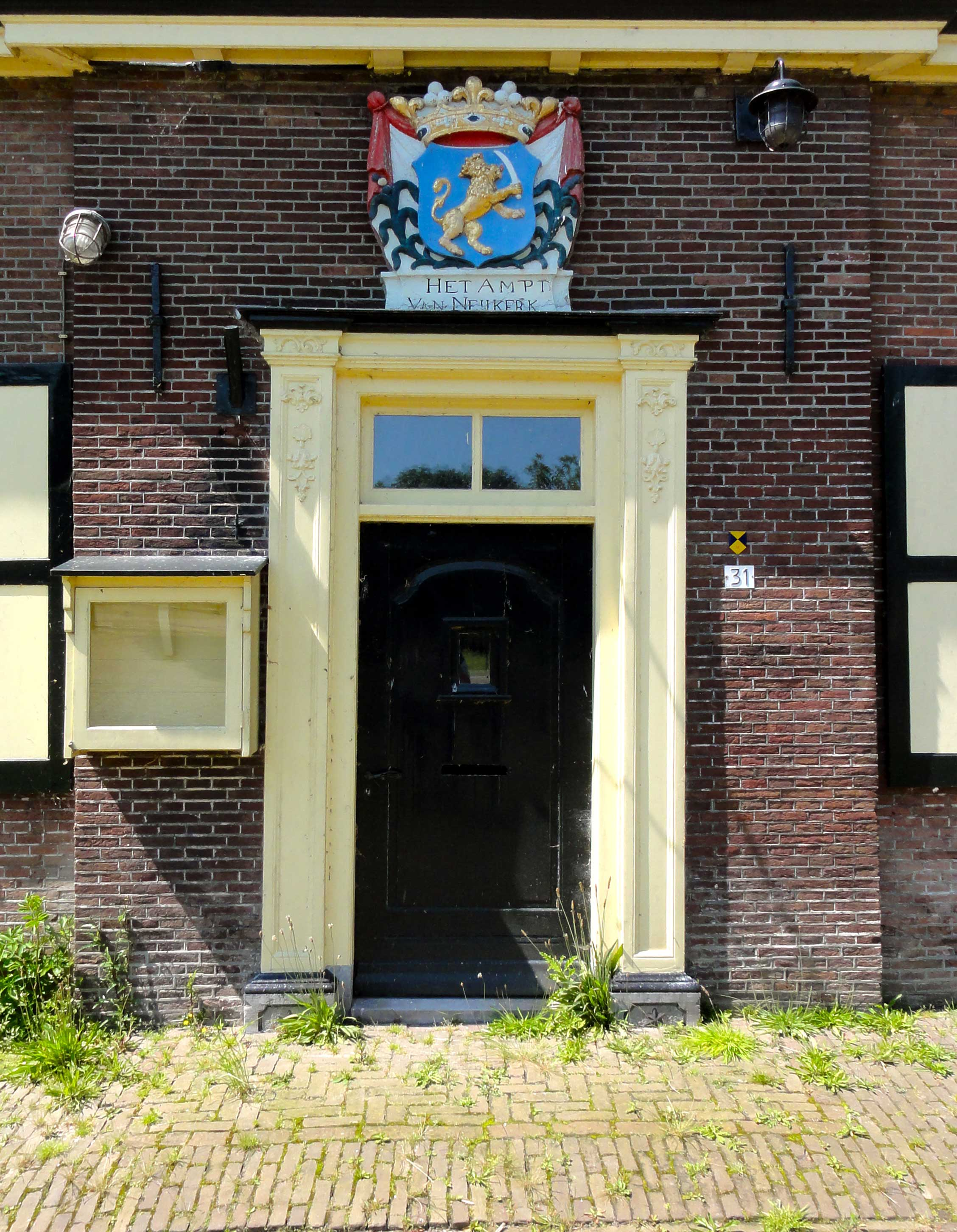
Omlijste entree
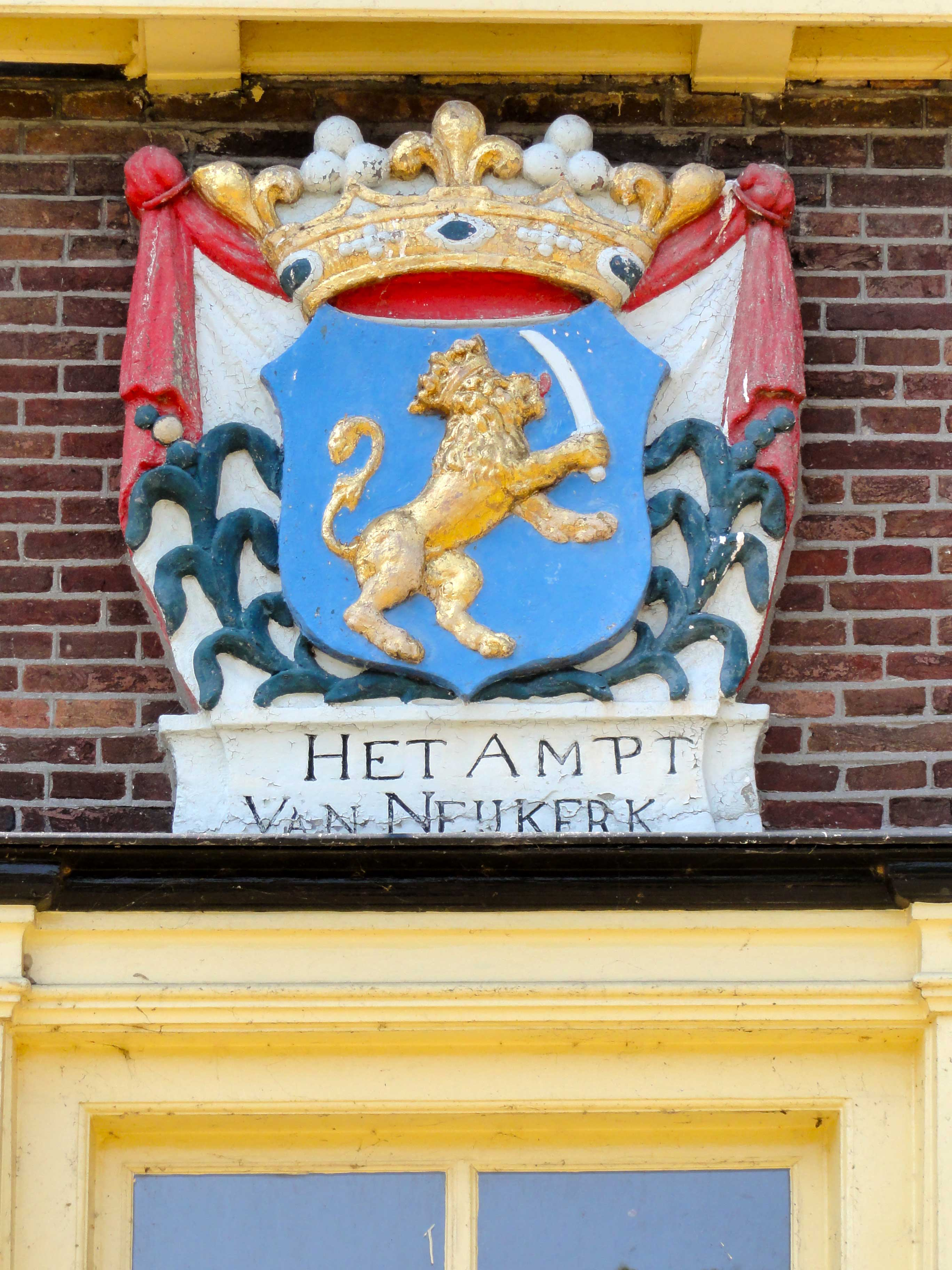
Wapen van "Ampt van Neijkerk"